# Tistlar, törne, ökensand
Tistlar, törne, ökensand är en psalm med text skriven 1967 av Britt G. Hallqvist och musik skriven samma år av Bertil Hallin. Tredje versen är hämtad ur Fjärde Moseboken 13:24-25, 28 och femte versen är hämtad ur Andra Moseboken 16:14-15, 31.

## Publicerad i
- Herren Lever 1977 som nummer 936 under rubriken "Framtid och hopp".[1]